# Półwysep Martina
Półwysep Martina (ang. Martin Peninsula) – półwysep w Antarktydzie Zachodniej na Ziemi Marii Byrd.

## Nazwa
Nazwa upamiętnia pułkownika Lawrence’a Martina, amerykańskiego geografa i eksperta ds. eksploracji Antarktyki w Bibliotece Kongresu .

## Geografia
Półwysep Martina leży w Antarktydzie Zachodniej na Ziemi Marii Byrd, między Lodowcem Szelfowym Getza a Dotson Ice Shelf . Ma ok. 97 km długości i 32 km szerokości . Poza kilkoma wychodniami skał wzdłuż jego krawędzi, cały pokryty jest lodem .
Jego północny koniec tworzy pokryty lodem przylądek Cape Herlacher, nazwany na cześć Carla J. Herlachera, głównego kartografa Antarktyki w biurze hydrograficznym United States Navy w 1937 roku .  

## Historia
Półwysep został zmapowany na podstawie zdjęć lotniczych wykonanych w styczniu 1947 podczas amerykańskiej Operacji Highjump (1946–1947) . 